# Len tak sa stíšim
Len tak sa stíšim è il quinto album in studio della cantante slovacca Sima Martausová, pubblicato il 18 gennaio 2019.

## Tracce
1. Voda – 3:37
2. Baránok – 3:08
3. Pieseň a šál – 3:17
4. Moda – 3:43
5. Čaro obyčajných vecí – 3:47
6. Do stratena – 4:29
7. Len tak sa stíšim – 4:06
8. Nenahraditeľná (versione acustica) – 4:12
9. Leonardo – 3:21
10. Svetlá – 4:50
11. Modlitba – 4:50

Traccia bonus nel CD
1. Holubička Symphony (feat. Adam Ďurica) – 4:48

## Classifiche
| Classifica (2019) | Posizione massima |
| ----------------- | ----------------- |
| Slovacchia        | 1                 |